# 賀茂御祖神社
賀茂御祖神社（かもみおやじんじゃ）は、京都市左京区下鴨泉川町にある神社。通称は下鴨神社（しもがもじんじゃ）。式内社（名神大社）、山城国一宮、二十二社（上七社）の一社。旧社格は官幣大社で、現在は神社本庁の別表神社。
国際連合教育科学文化機関（UNESCO=ユネスコ）の世界遺産に「古都京都の文化財」の1つとして登録されている。

## 概要
賀茂別雷神社（上賀茂神社）とともに賀茂県主氏の氏神を祀る神社であり、両社は賀茂神社（賀茂社）と総称される。両社で催す賀茂祭（通称 葵祭）で有名。
本殿には、右に賀茂別雷命（上賀茂神社祭神）の母の玉依姫命、左に玉依姫命の父の賀茂建角身命を祀るため「賀茂御祖神社」と呼ばれる。金鵄および八咫烏は賀茂建角身命の化身である。
境内に糺の森（ただすのもり）、御手洗川、みたらし池がある。
神社は2つの川の合流点から一直線に伸びた参道と、その正面に神殿、という直線的な配置になっている。
御手洗社の水は葵祭の斎王代清めの聖水である。現存。飲料可。

## 祭神
- 東殿 - 玉依姫命（たまよりひめのみこと）。賀茂別雷命（上賀茂神社の祭神）の母。
- 西殿 - 賀茂建角身命（かもたけつぬみのみこと）。玉依姫命の父（賀茂別雷命の祖父）。

## 歴史
京都の社寺では最も古い部類に入る。社伝では、神武天皇の御代に御蔭山に祭神が降臨したという。また、崇神天皇7年に神社の瑞垣の修造の記録があるため、この頃の創建とする説がある。一説には、天平の頃に上賀茂神社から分置されたともされる。また一方、文献上の初見は『続日本後紀』承和15年（848年）ともいう。
上賀茂神社とともに奈良時代以前から朝廷の崇敬を受けた。平安遷都の後はより一層の崇敬を受けるようになり、大同2年（807年）には最高位の正一位の神階を受け、賀茂祭は勅祭とされた。『延喜式神名帳』では「山城国愛宕郡 賀茂御祖神社二座」として名神大社に列し、名神・月次・相嘗・新嘗の各祭の幣帛に預ると記載される。弘仁元年（810年）以降約400年にわたり、斎院が置かれ、皇女が斎王として賀茂社に奉仕した。
明治の近代社格制度でも伊勢神宮に次いで、賀茂別雷神社（上賀茂神社）とともに官幣大社の筆頭とされ、1883年（明治16年）には勅祭社に定められた。1948年（昭和23年）に神社本庁の別表神社に加列された。
1910年（明治43年）、旧制第三高等学校（京都大学の前身の1つ）の学生が、慶應義塾ラグビー部からラグビーの手ほどきを受け、糺の森馬場で練習が行われていた。日本で2番目となるラグビーチーム「第三高等学校嶽水会蹴球部」が創部され、後に京都大学ラグビー部となる。1969年（昭和44年）、それを記念する石碑「第一蹴の地」が京都大学ラグビー部OBによって雑太社（さわたしゃ）に建てられた。この石碑は「関西ラグビー発祥の地」であることも意味している。
1934年（昭和9年）9月21日、室戸台風の暴風雨により拝殿、楼門両脇の塀が倒壊する被害を受ける。
平安時代中期以降、21年毎に御神体を除く全ての建物を新しくする式年遷宮を行っていたが、本殿2棟が国宝に指定されたため、現在は一部を修復するのみである。

## 境内
- 東本殿（国宝）
- 西本殿（国宝）
- 叉蔵（重要文化財）
- 祝詞舎（重要文化財）
- 幣殿（重要文化財） - 拝殿でもある。
- 東廊（重要文化財）
- 西廊（重要文化財）
- 東御料屋（重要文化財）
- 西御料屋（重要文化財）
- 東楽屋（重要文化財）
- 西楽屋（重要文化財）
- 廻廊（重要文化財）
- 四脚中門（重要文化財）
- 葵生殿（預り屋、重要文化財） - 結婚式場。
- 西唐門（重要文化財）
- 大炊所（重要文化財）
- 井戸屋形（重要文化財）
- 御手洗池
- 橋殿（重要文化財）
- 細殿（重要文化財）
- 直会殿
- 舞殿（重要文化財）
- 神服殿（重要文化財）
- 供御所（重要文化財）
- 参集殿
- 廻廊（重要文化財）
- 楼門（重要文化財）
- 社務所
- 糺の森
- 馬場

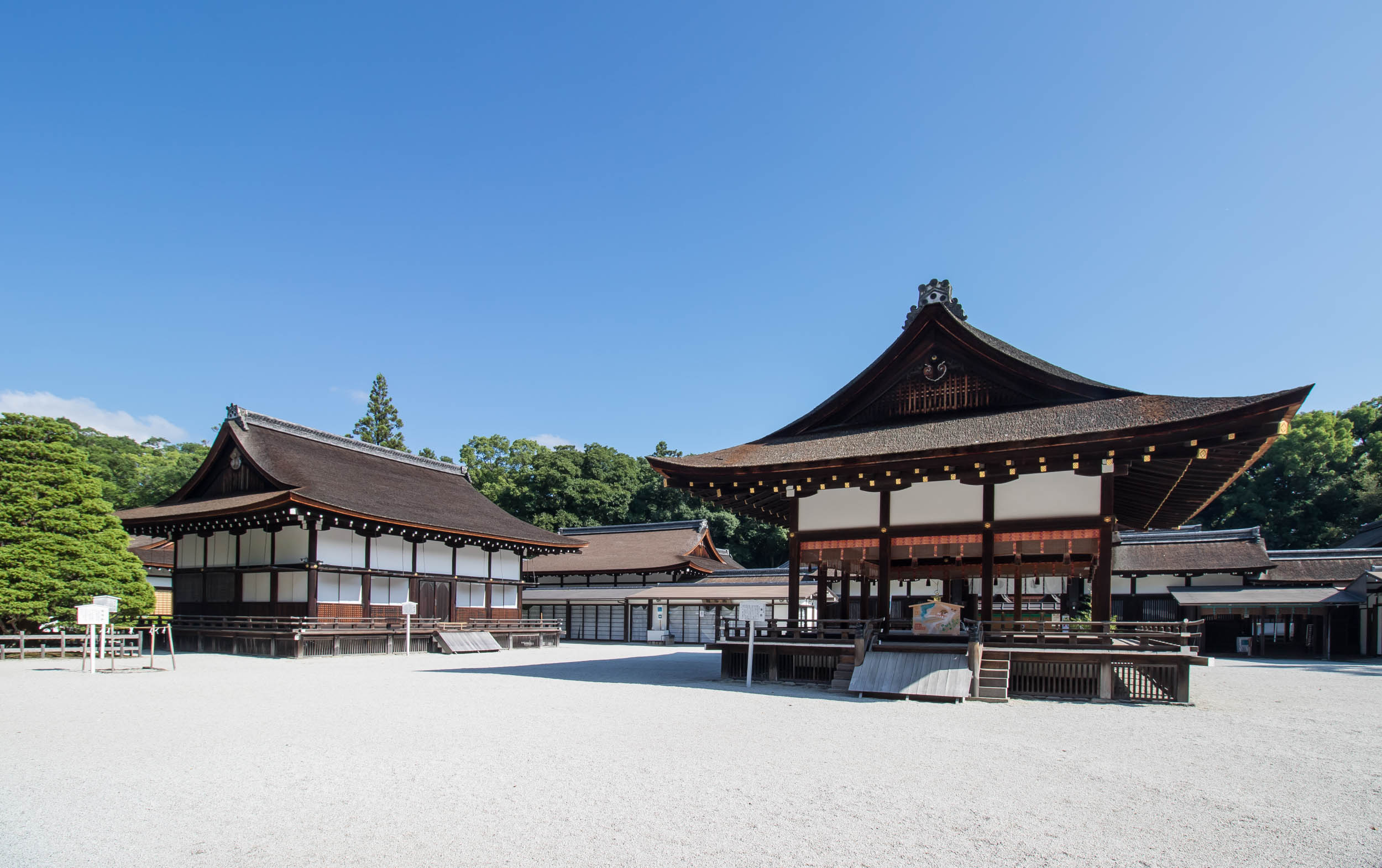
境内。舞殿（右）、神服殿（左）
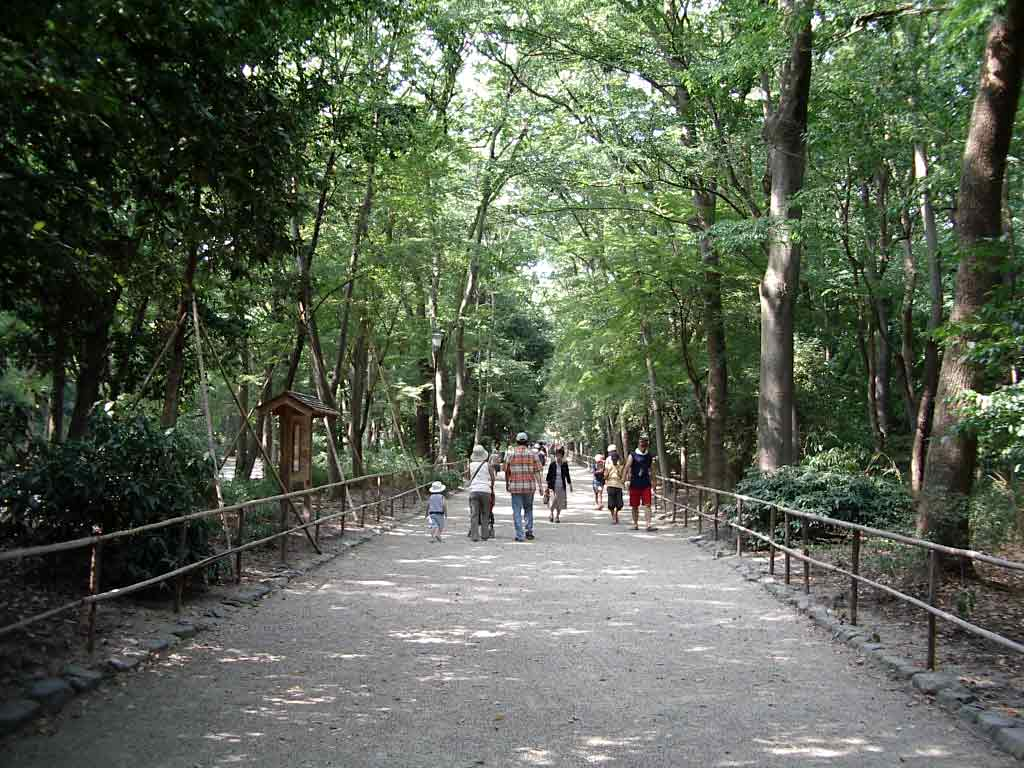
糺（ただす）の森
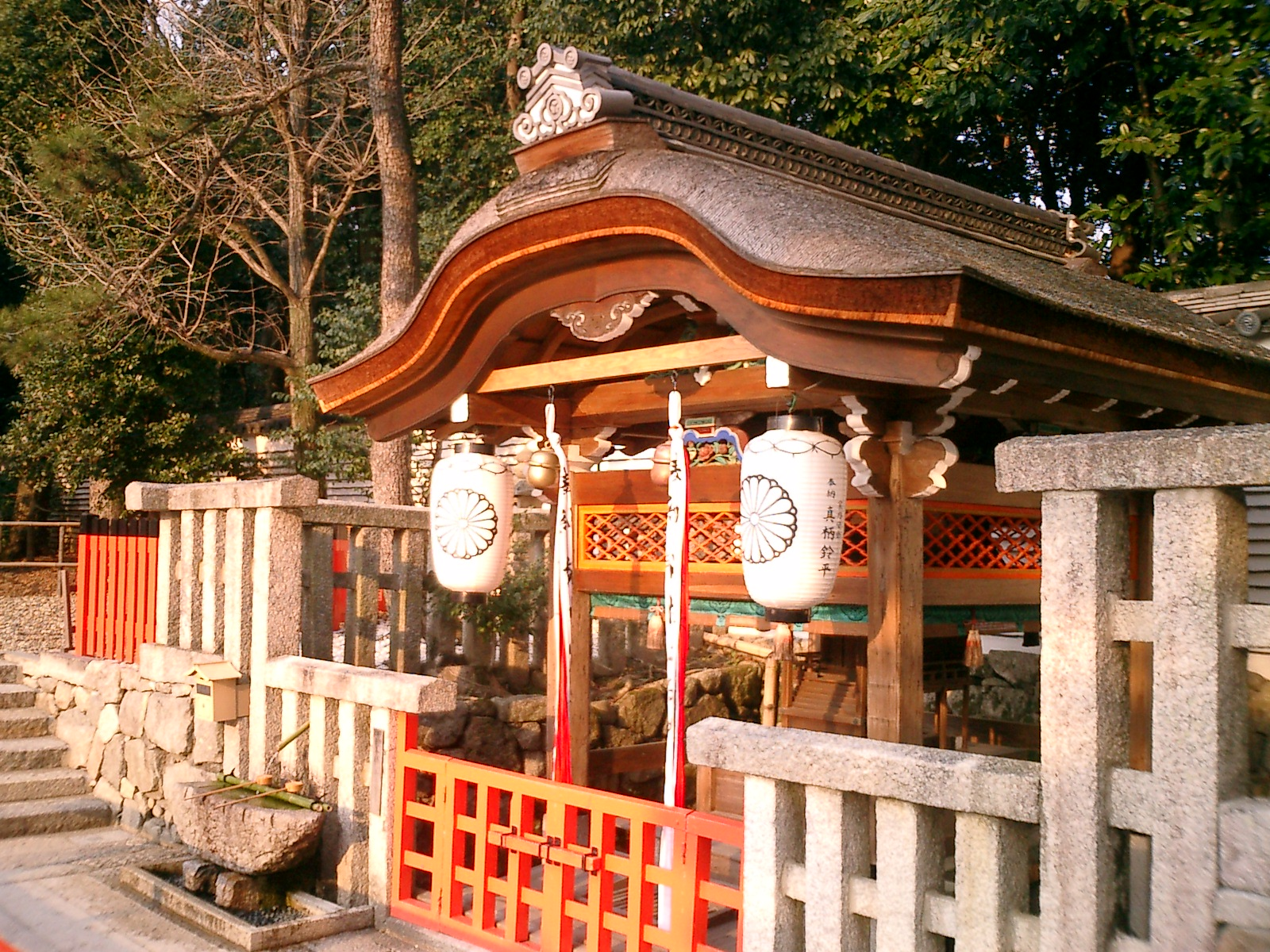
御手洗社
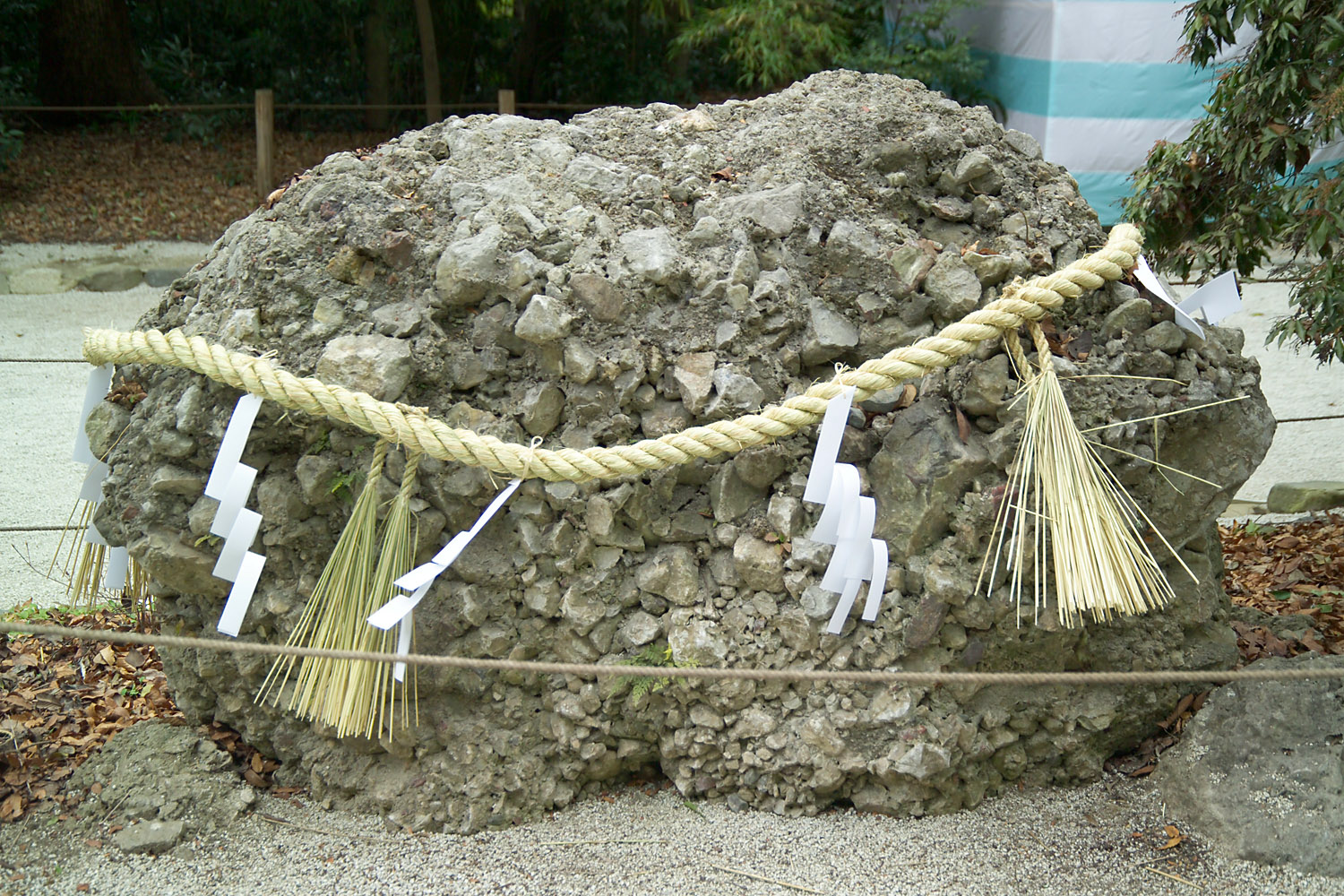
さざれ石

### 境内のマンション建設

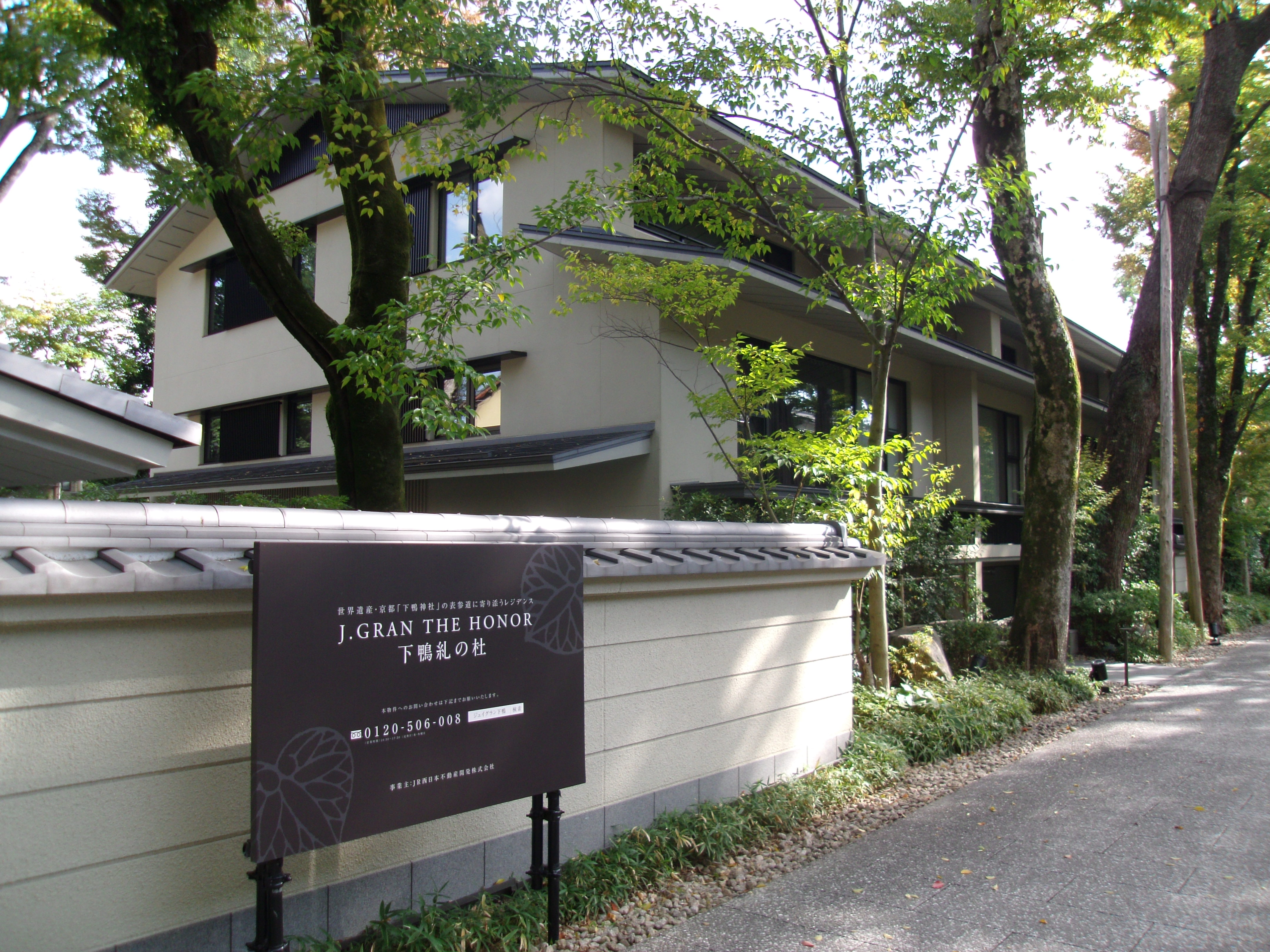
問題となったマンションのJ.GRAN THE HONOR 下鴨糺の杜

2015年（平成27年）3月に、世界遺産・糺の森に隣接する御蔭通の南側の世界遺産バッファゾーンで、当時の駐車場と研修道場の所在地に、マンションの建設予定があることが報じられた。これは21年に1度の式年遷宮の費用捻出のために、業者に50年の期限付きで土地代として年間約8千万円の収入を見込んで貸出するものである。
これには反論も噴出した。老朽化した研修道場と駐車場の跡地であり、伐採する樹木の本数も少ないこと、新たに建物の周囲に糺の森に植わっている樹木と同種の樹木を植樹すること、建物の高さを抑え落ち着いた和風の外観とすること、糺の森の中の小川をイメージしたせせらぎを参道の脇に作ることなどで京都市の同意もとりつけた。その上で、2017年に予定通りマンションは建設された。また、このマンションに入居する際は「糺の森保存会」もしくは「下鴨神社崇敬会」のいずれかに終身会員として加入することが条件となっている。
一部の政党や市民団体が現在でも「世界遺産に違法にマンションを建設した」とか「糺の森を破壊した」と事実と異なる主張をして建設を認めた現市政を批判している。しかしながら、前述の通り世界遺産エリアではなく世界遺産バッファゾーンであり、世界遺産バッファゾーンに建設されるべき建物としての条件を備えており、森を伐採してマンションを建設したわけではなく、駐車場と研修道場だった場所の転用だったのである。

## 摂末社

### 摂社

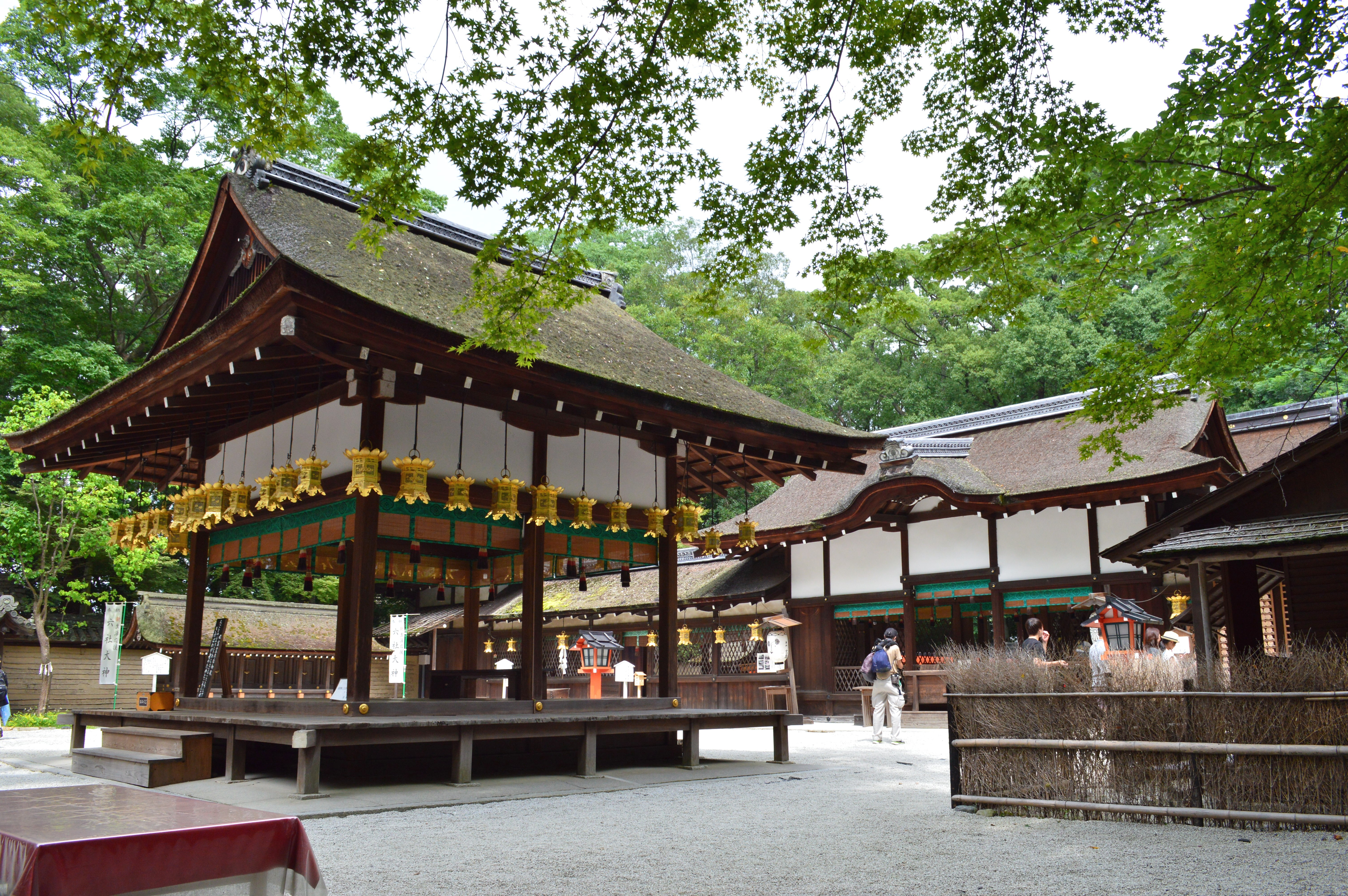
河合神社

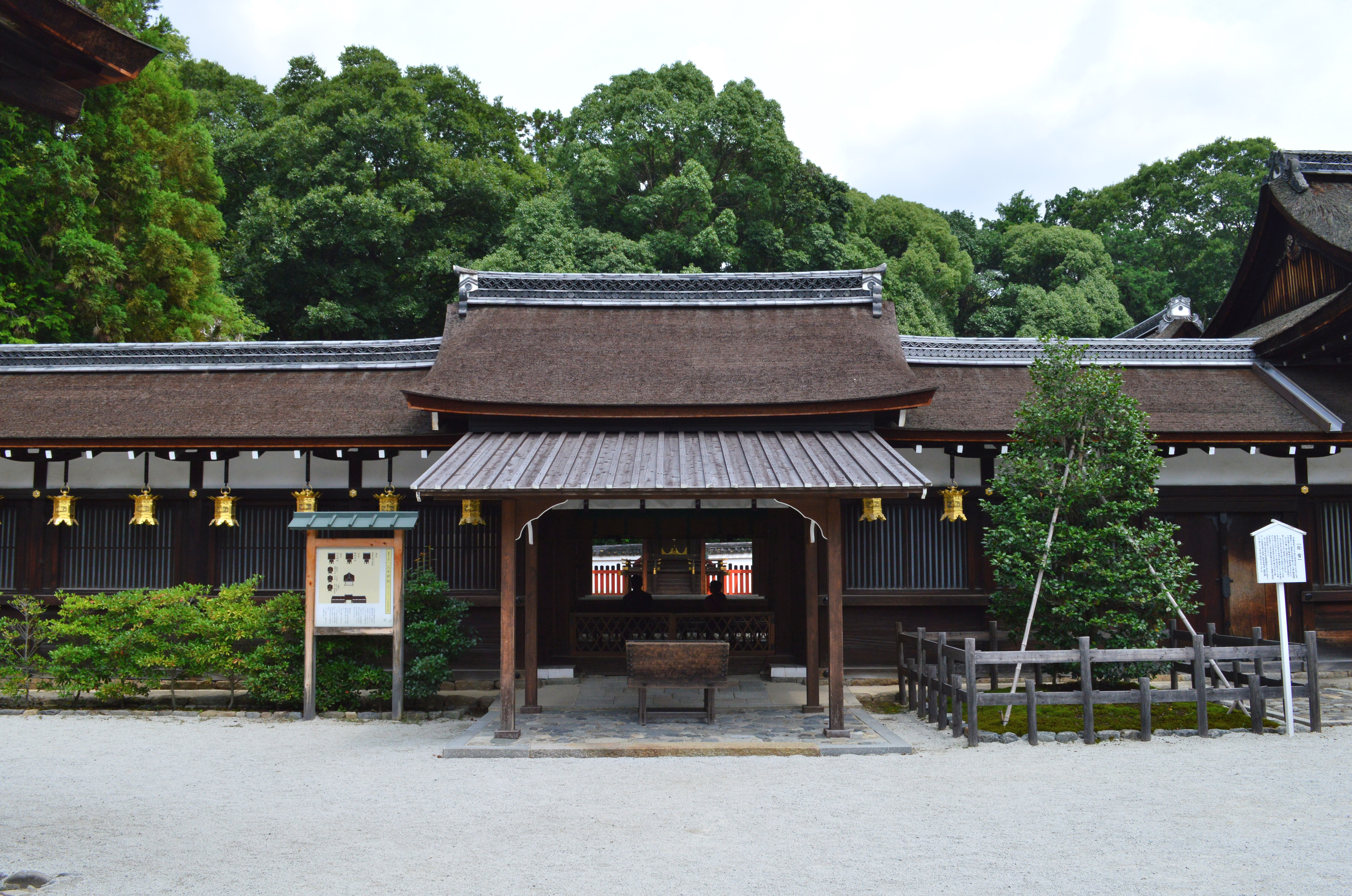
三井神社

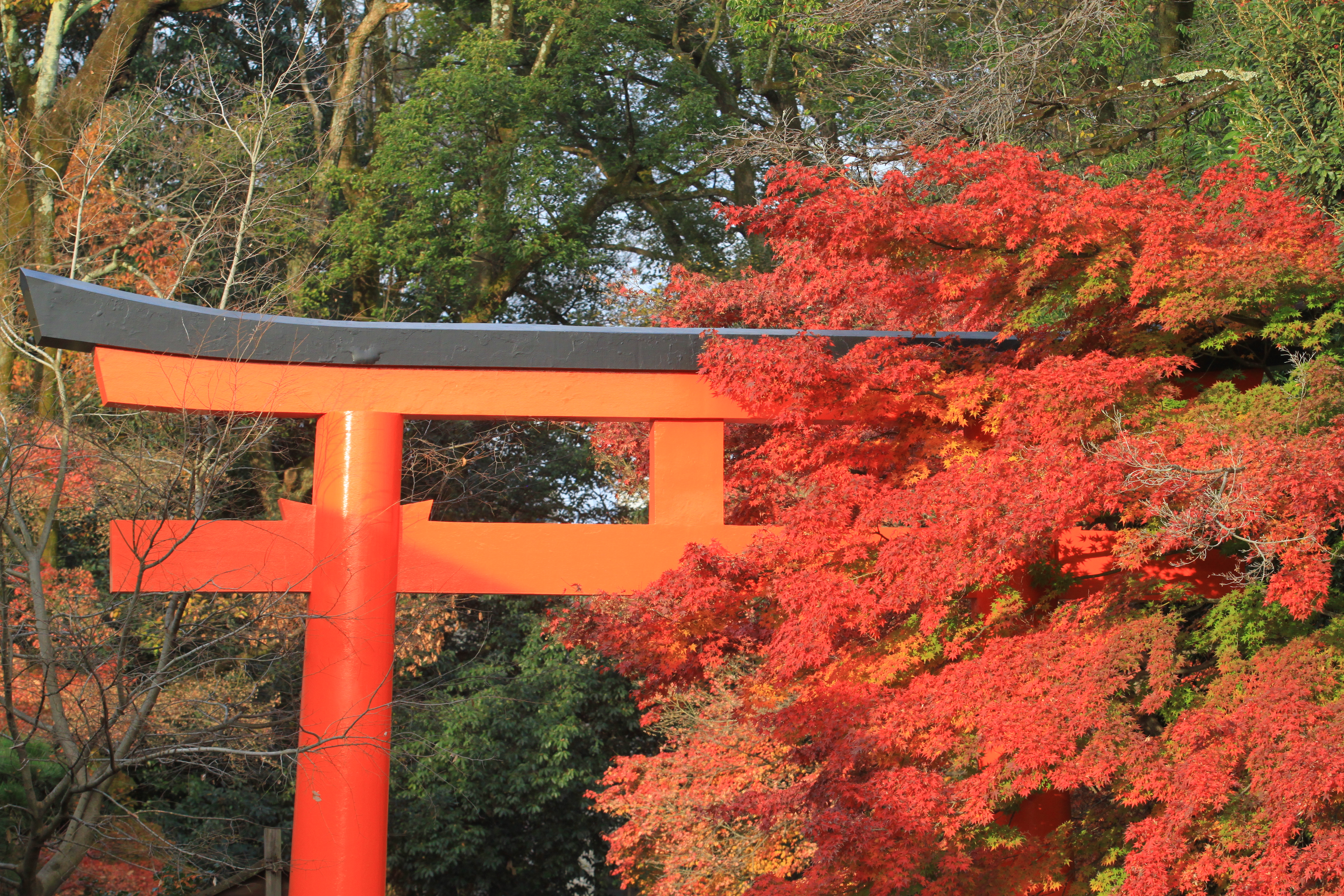
西参道にある鳥居に掛かる紅葉

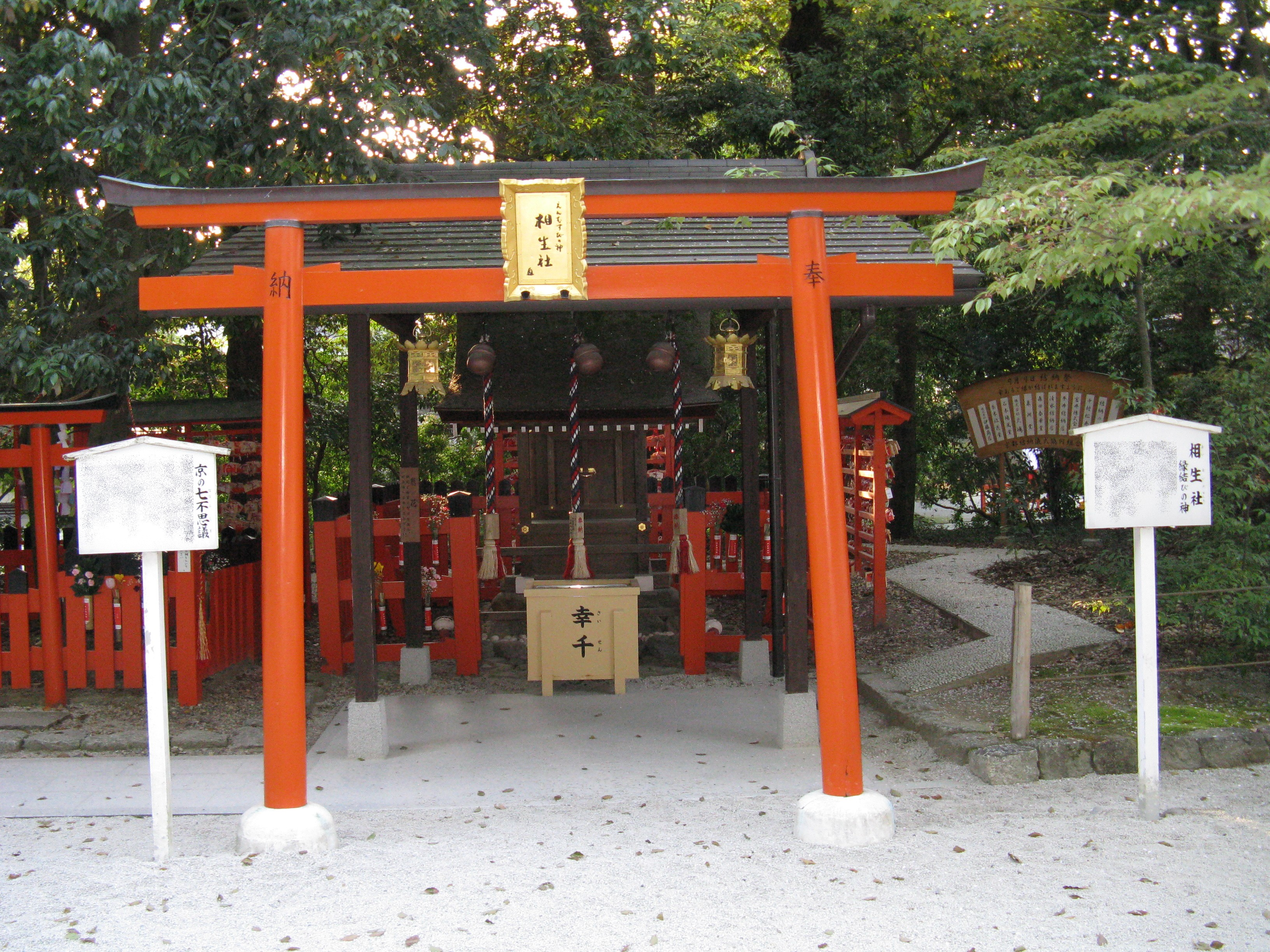
相生社

- 河合神社 - 鴨長明ゆかりの社。境内には長明が晩年を過ごしたとされる建物を再現した「方丈の庵」が復元されている。
  - 式内社（名神大）「愛宕郡 鴨川合坐小社宅神社」
  - 河合神社境内社：六社、任部社、三井社
- 出雲井於神社 - 本殿は重要文化財。
  - 式内社「愛宕郡 出雲井於神社」
  - 出雲井於神社境内社：岩本社（重要文化財）、橋本社（重要文化財）
- 三井神社 - 本殿3棟、拝殿、棟門、東西廊下は重要文化財。
  - 式内社（名神大）「愛宕郡 三井神社」
  - 三井神社境内社：諏訪社（重要文化財）、小杜社（重要文化財）、白鬚社（重要文化財）
- 賀茂波爾神社
  - 賀茂波爾神社境内社：稲荷社
- 御蔭神社
- 日吉神社
- 貴布祢神社

### 末社
- 印璽社（重要文化財）
- 言社（ことしゃ） - 本殿前の七つの社の総称、大国主命の七つの別名ごとの社で17世紀に造営。十二支の守り神とされる。
  - 一言社本殿 2棟（重要文化財）
  - 二言社本殿 2棟（重要文化財）
  - 三言社本殿 3棟（重要文化財）
- 井上社（御手洗社）
- 相生社 - 2本の木が途中から1本に繋がった「連理の榊」と呼ばれる神木がある。縁結びの神として有名。
- 愛宕社
- 稲荷社
- 祓社
- 印納社
- 沢田社
- 河崎社
- 賀茂斎院歴代斎王神霊社

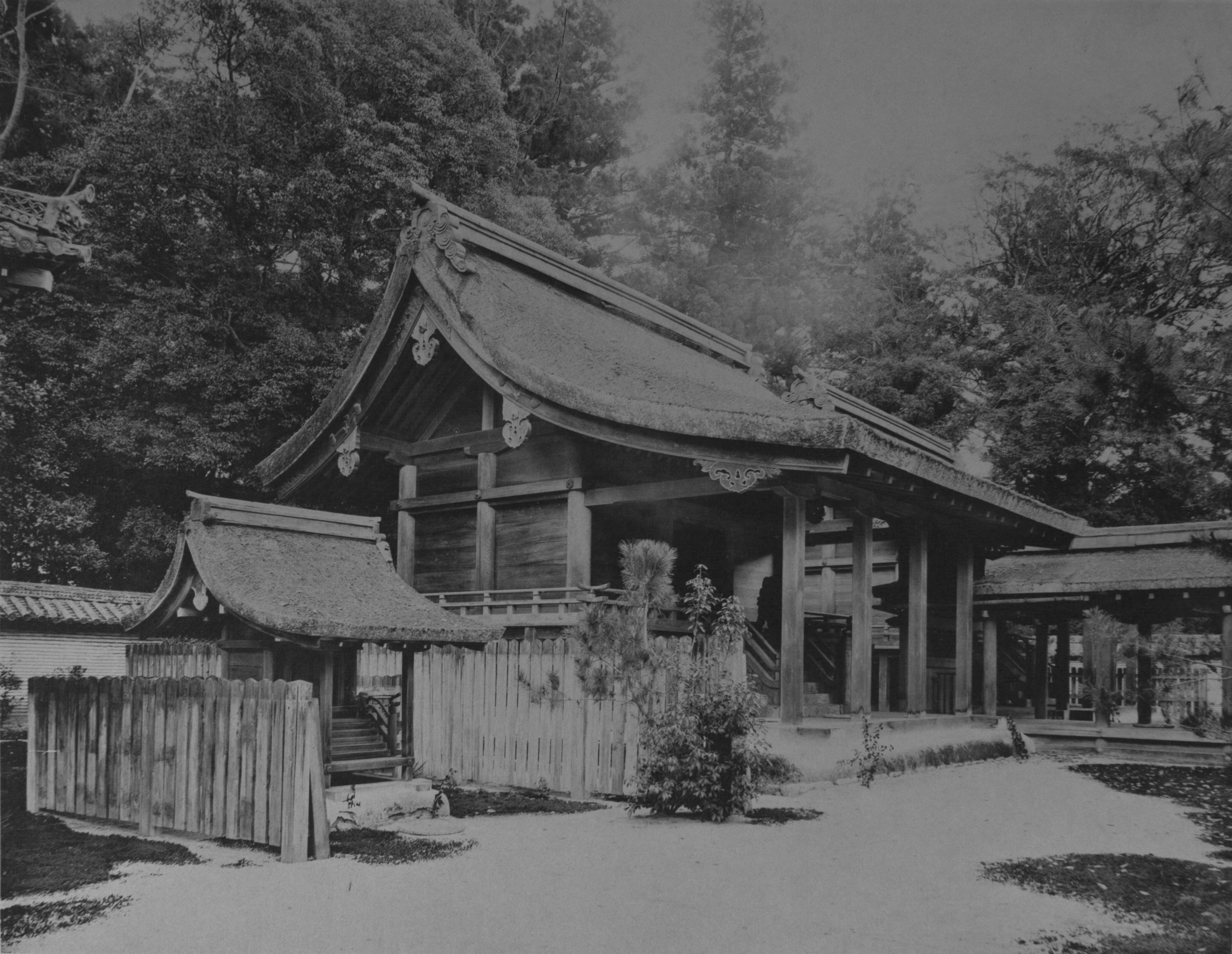
西本殿（国宝）
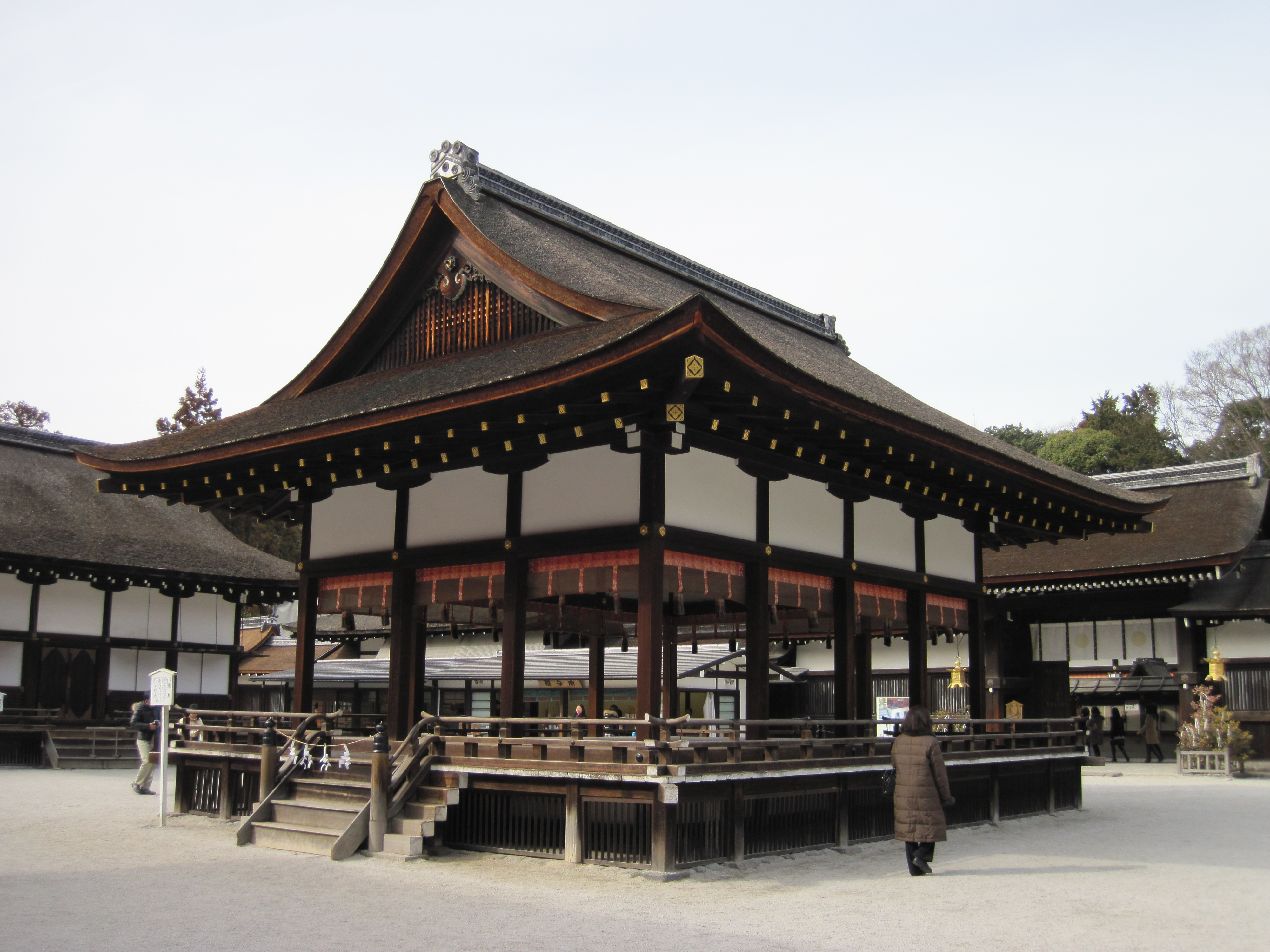
舞殿
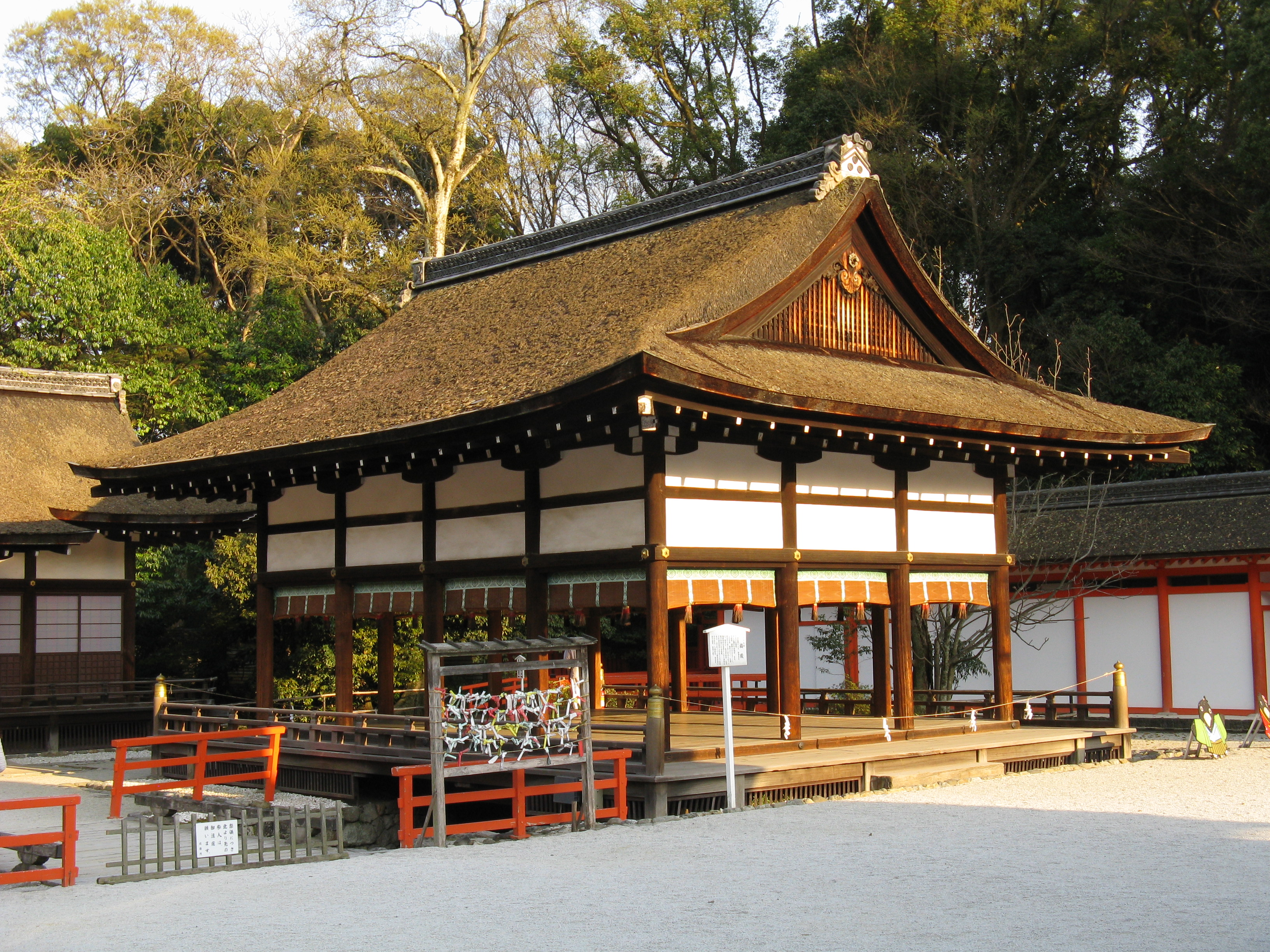
橋殿
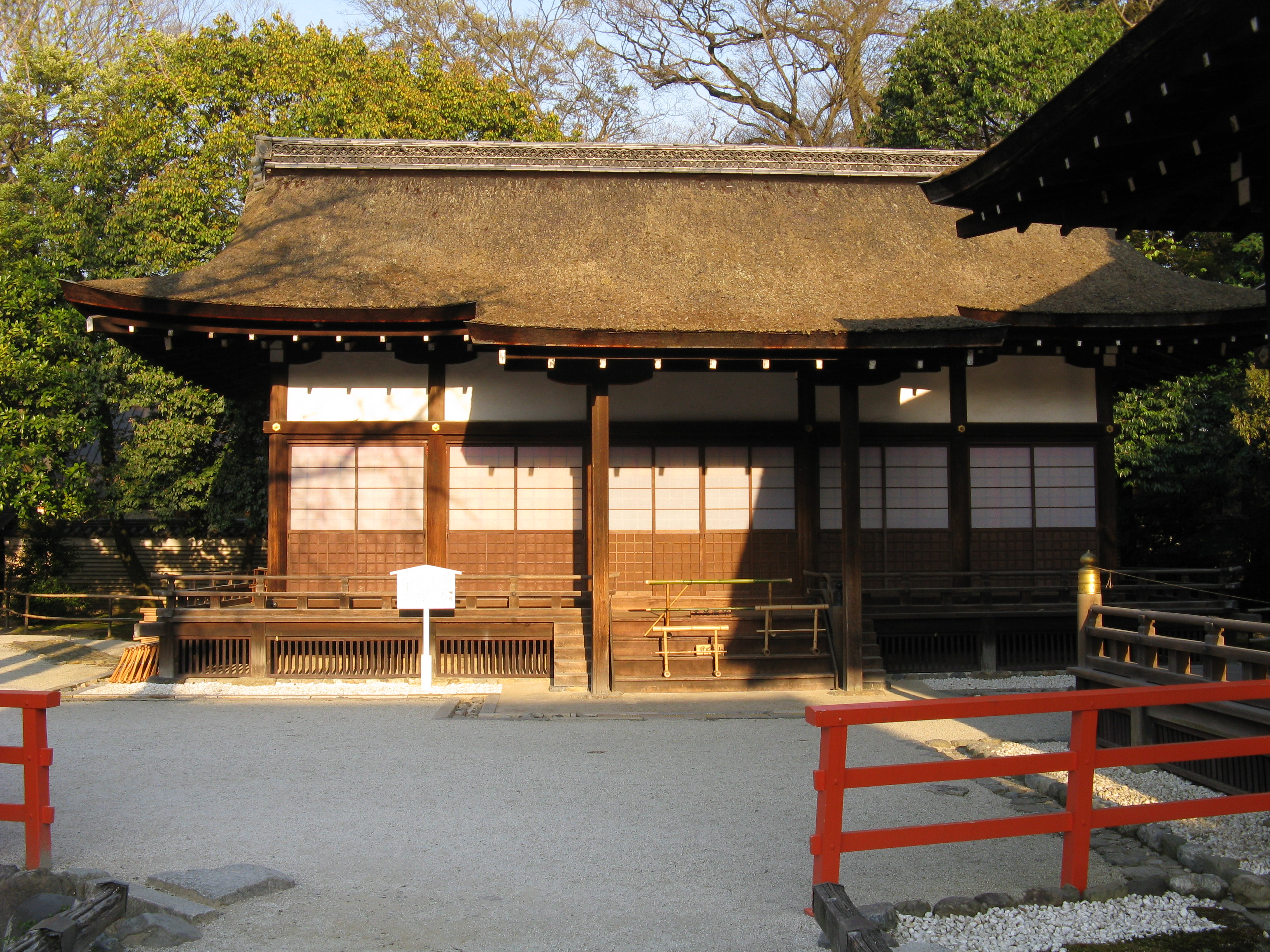
細殿
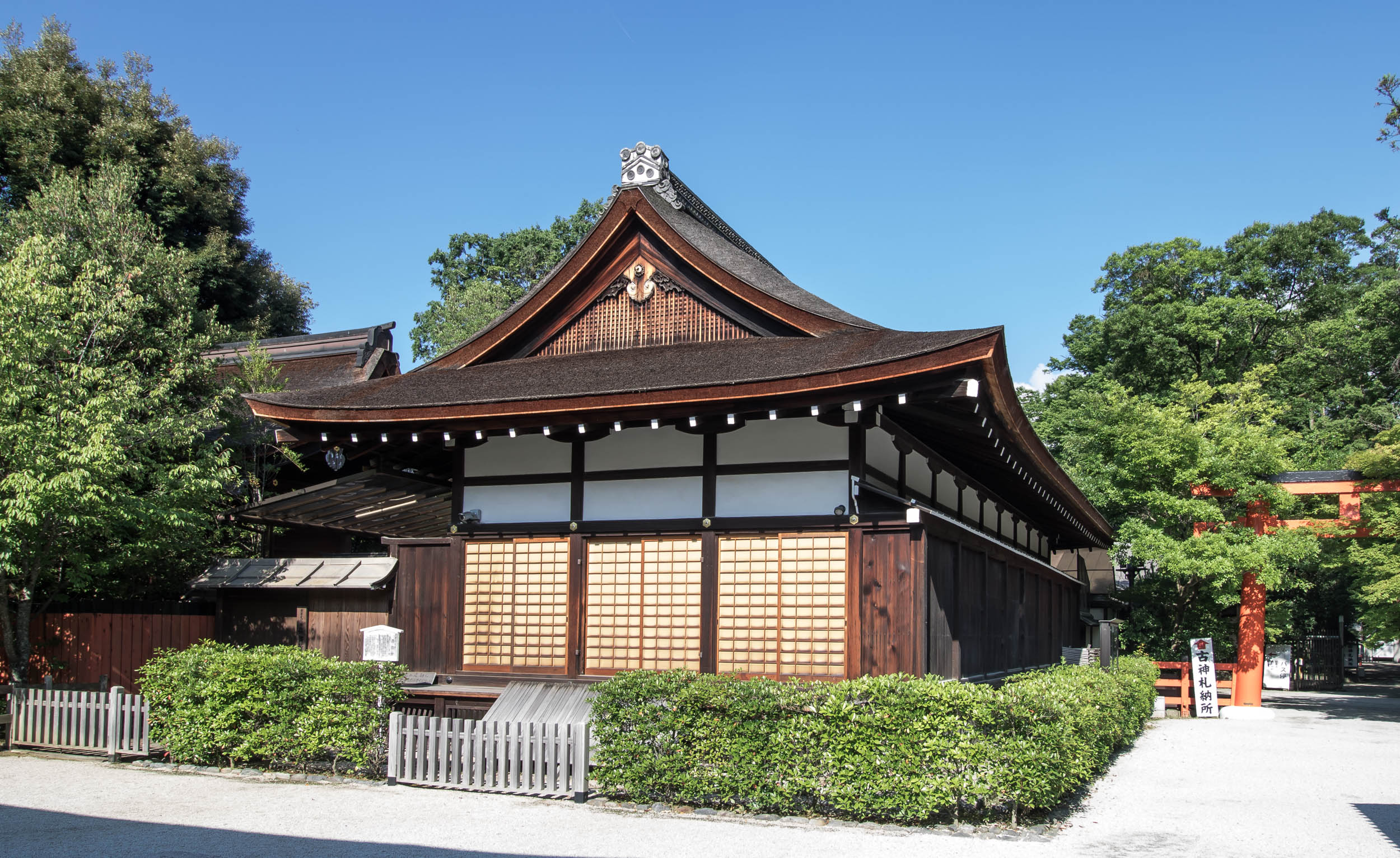
供御所
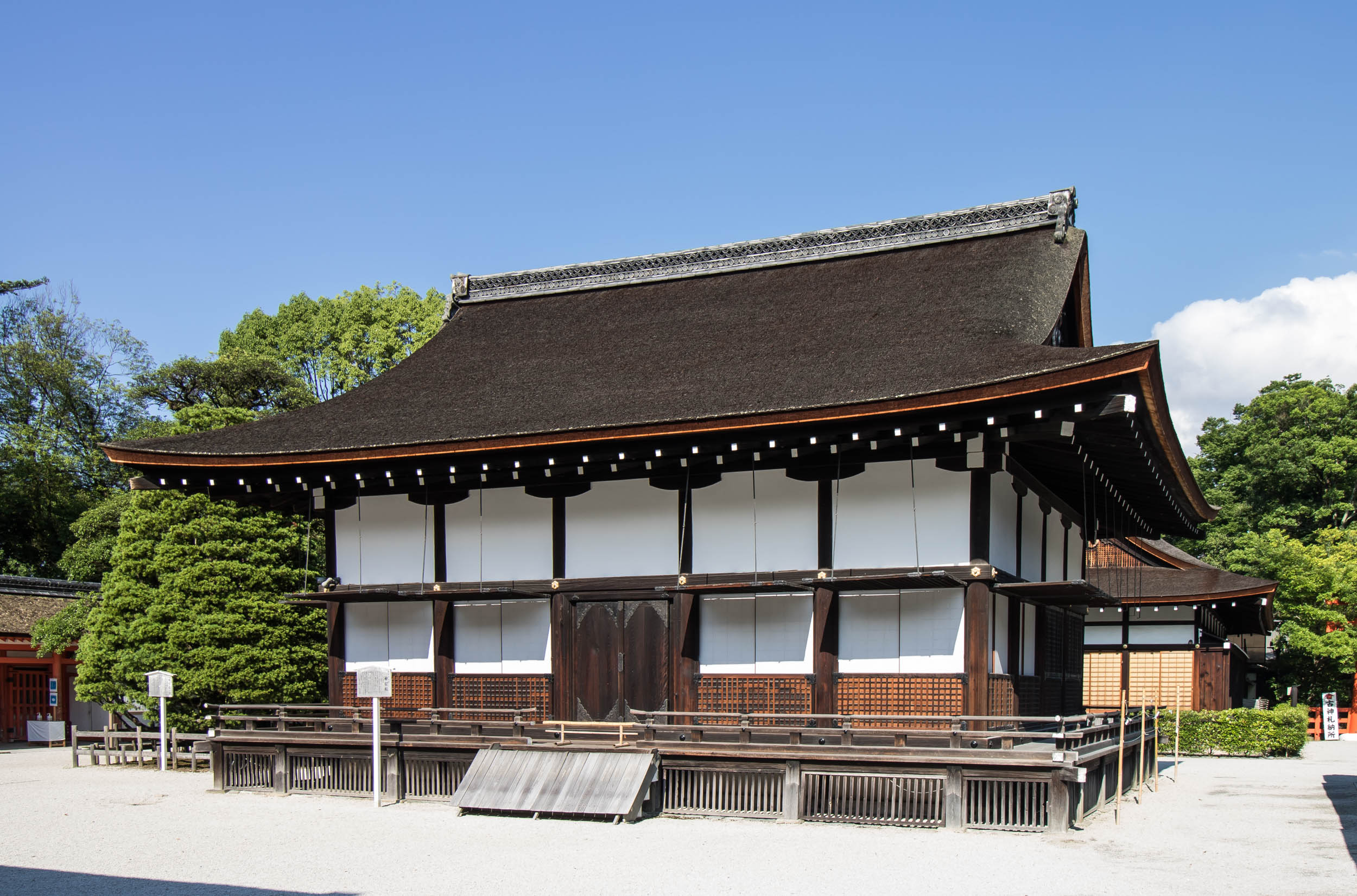
神服殿
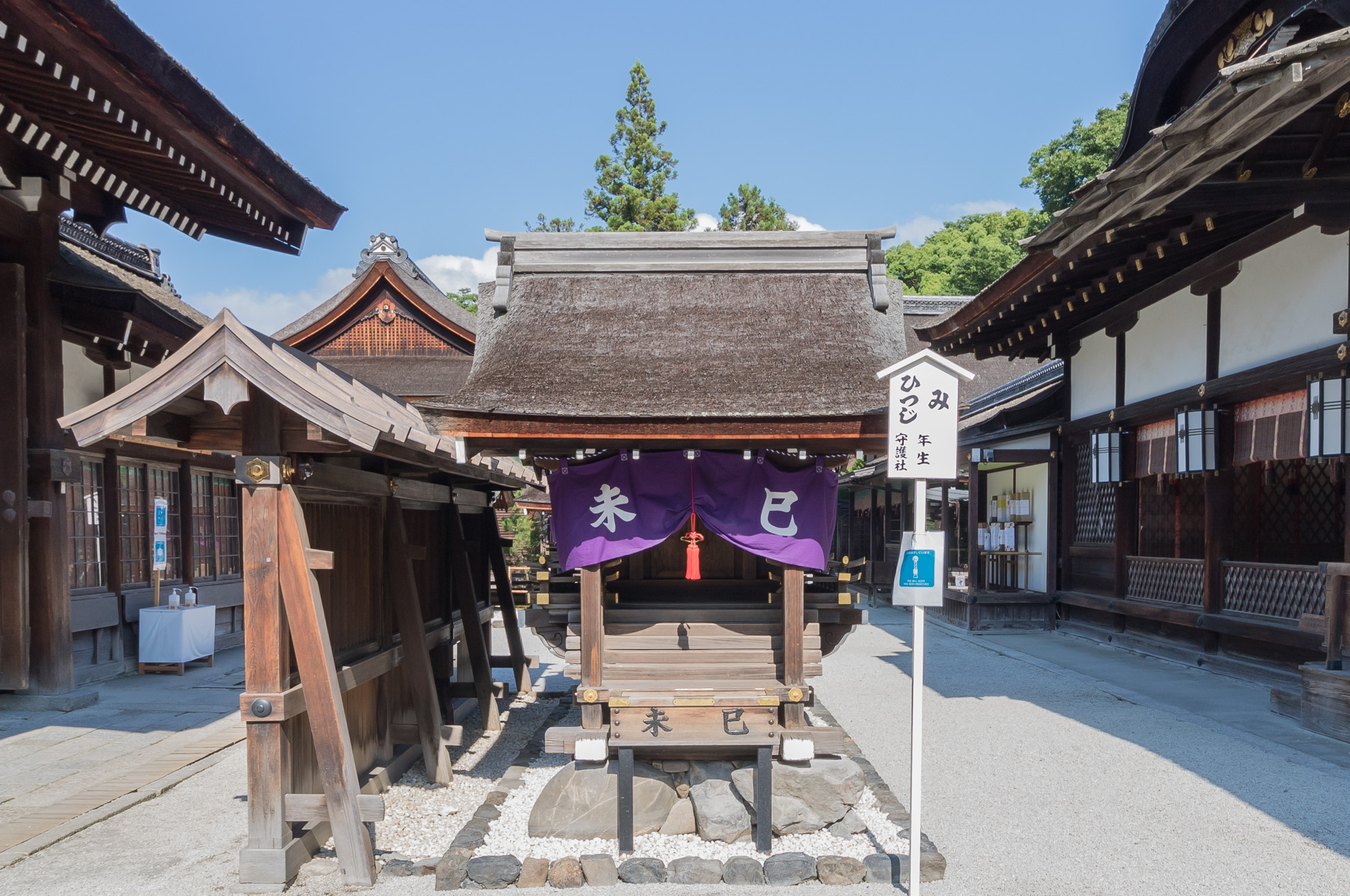
末社一言社（左は透塀）
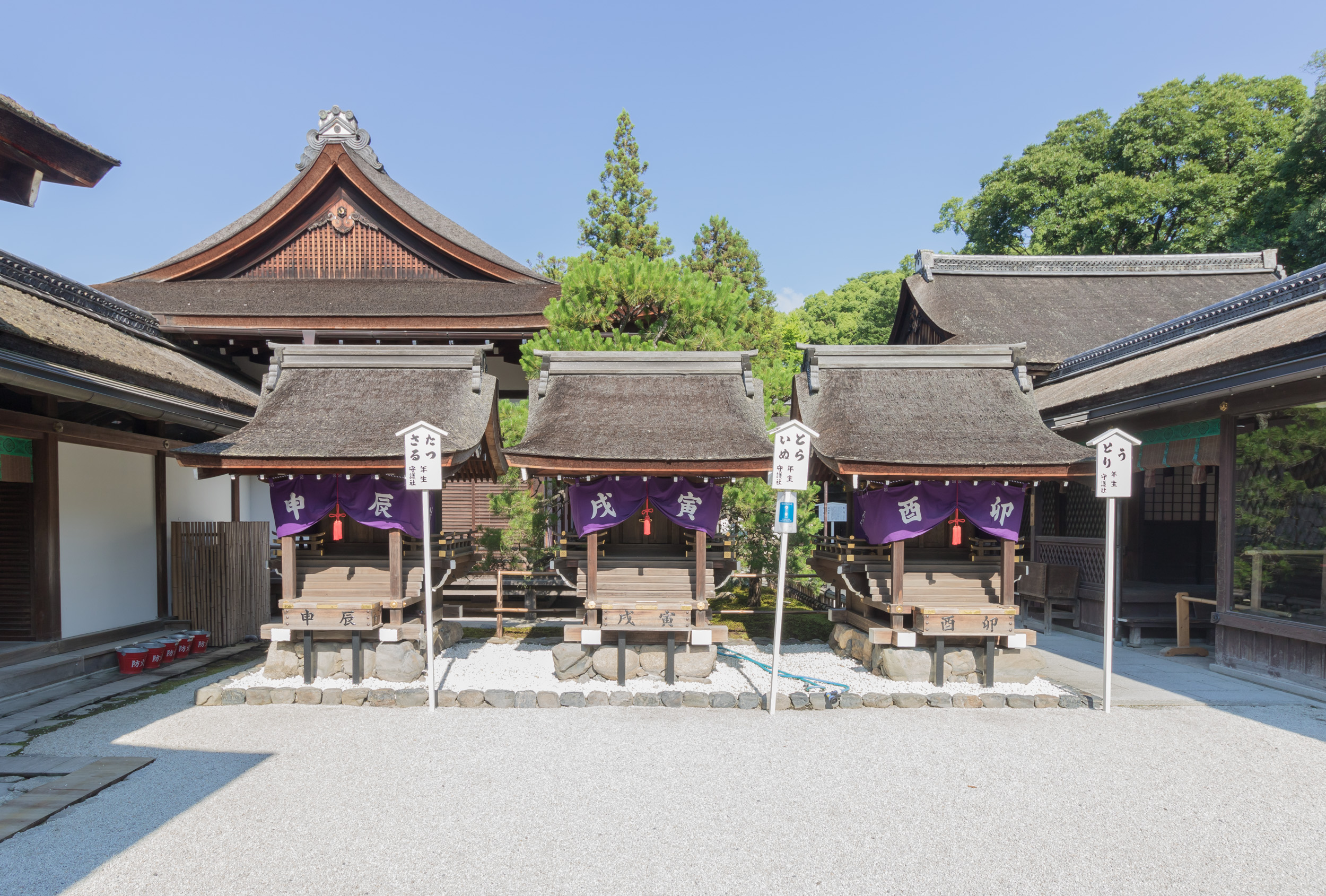
末社三言社
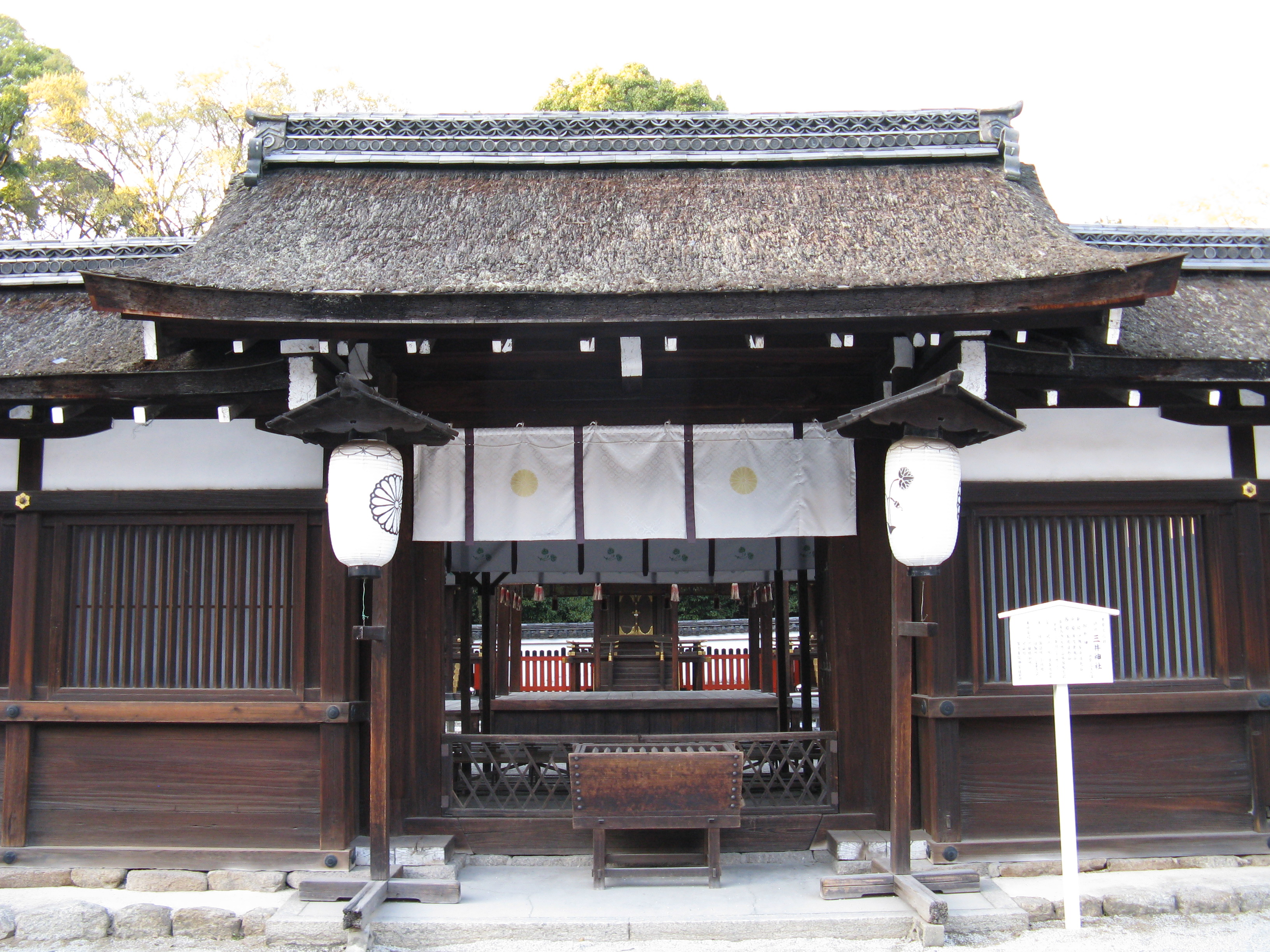
摂社三井神社棟門

## 主な祭事・行事
- 御粥祭 （1月15日）
- 流鏑馬神事 （5月3日）
- 御蔭祭 （5月12日）
- 葵祭 （5月15日）
- 御手洗祭 (7月の丑の日を中心に開催)

境内で行われる行事
- 蹴鞠はじめ（毎年1月4日）
- 奉納演武（毎年5月4日・下鴨神社主催、日本古武道振興会共催）
- 下鴨納涼古本まつり（8月中旬・京都古書研究会主催）

## 文化財
社殿のうち2棟が国宝、31棟が国の重要文化財に指定され、17棟が重要文化財の附（つけたり）指定となっている。

### 国宝
- 賀茂御祖神社 2棟（建造物）
  - 東本殿[10]。
  - 西本殿[11]。

### 重要文化財
- 賀茂御祖神社 31棟（建造物）

| - 祝詞舎 - 幣殿 - 東西廊 2棟 - 東西御料屋 2棟 - 叉蔵 - 四脚中門 - 東西楽屋 2棟 - 中門東西廻廊 2棟 - 預り屋 - 西唐門（附 左右透塀2棟） - 舞殿 - 神服殿 - 橋殿 - 細殿 - 供御所 - 大炊所（附 井戸屋形1棟） - 楼門 - 楼門東西廻廊 2棟 | - 摂社出雲井於神社本殿 - 摂社三井神社本殿 3棟 - 摂社三井神社拝殿 - 摂社三井神社棟門 - 摂社三井神社東西廊下 2棟 - 以下は「附（つけたり）」指定物件 - 本社の附 - 末社印社本殿 - 末社一言社本殿 2棟 - 末社二言社本殿 2棟 - 末社三言社本殿 3棟 - 透塀（一言社前） - 摂社出雲井於神社の附 - 岩本社本殿 - 橋本社本殿 - 摂社三井神社の附 - 三井神社末社本殿（諏訪社、小杜社、白鬚社）3棟 - （※結婚式場の「葵生殿」は、重要文化財指定名称では「預り屋」） |

（指定年月日）
- 1901年（明治34年）8月2日 - 東本殿、西本殿など23棟（西唐門の附の左右透塀含む）が古社寺保存法に基づく特別保護建造物（文化財保護法下の「重要文化財」に相当）に指定。
- 1903年（明治36年）4月15日 - 神服殿、供御所、大炊所の3棟が特別保護建造物に指定。
- 1953年（昭和28年）3月31日 - 東本殿、西本殿が文化財保護法に基づき国宝に指定。
- 1967年（昭和42年）6月15日 - 叉蔵、摂社出雲井於神社本殿、摂社三井神社本殿（3棟）、同拝殿、同棟門、同東西廊下（2棟）の9棟を重要文化財に追加指定。このほか、大炊所の附の井戸屋形と、末社印社本殿以下の附指定物件はいずれもこの日付けで指定。[12]

### 国指定史跡
- 賀茂御祖神社境内[13]。

### 関連文化財
- 賀茂御祖神社絵図 - 国の重要文化財（古文書）。京都国立博物館保管。2017年（平成29年）9月15日指定[14][15]。

### その他
- 世界文化遺産 「古都京都の文化財」
- 鴨社御本宮之絵図
- 鴨社古図

## 舞台となった作品
※発表順
映画
- 将軍家光の乱心 激突（1989年） - 石河刑部が竹千代を救出した後、本陣とした場所としてロケ
  - 上記以外にも、時代劇の撮影などでよく使われていた。

アニメ
- 有頂天家族（2013年） - 実は狸である主人公の下鴨一族が、糺の森に暮らすという設定

## 前後の札所
神仏霊場巡拝の道
100 御霊神社　-　101 賀茂御祖神社　-　102 賀茂別雷神社

## 現地情報
所在地
- 京都府京都市左京区下鴨泉川町59

交通アクセス
鉄道
- 最寄駅：京阪電鉄・叡山電鉄出町柳駅 （徒歩約10分）

バス
- 京都市営バス（1号・4号・205号系統）で、「下鴨神社前」バス停下車 （下車後徒歩すぐ）
  - なお、「下鴨神社前」バス停は本殿に最寄りであるが、裏参道扱いの西参道からの参拝となる。糺の森を通る表参道からの参拝や、表参道入口近くの摂社・河合神社への参拝は、上記と同系統の「新葵橋」バス停が近い。

車
- 駐車場：有り